# Rhamphobrachium maculatum
Rhamphobrachium maculatum är en ringmaskart som beskrevs av Estcourt 1966. Rhamphobrachium maculatum ingår i släktet Rhamphobrachium och familjen Onuphidae. Inga underarter finns listade i Catalogue of Life.